# Tantalo
Tàntalo (in greco antico: Τάνταλος?, Tàntalos) è un personaggio della mitologia greca.
Re di Lidia (o della Frigia) che per i suoi numerosi peccati fu punito dagli dei e gettato nel Tartaro, la sua punizione è divenuta una figura retorica con cui si indica una persona che desidera qualcosa che non può raggiungere.

## Etimologia
Secondo Platone, accordandosi alla radice greca τλα-/τλη- del verbo greco τλάω (che significa "soffrire"), il nome Tantalo deriverebbe da talànatos (infelicissimo).

## Genealogia
Figlio di Zeus o di Tmolo e della ninfa Pluto sposò la ninfa Dione (figlia di Atlante) o Eurinassa (figlia di Pattolo) o Euritemiste (figlia di Xanto) o Clizia (figlia di Anfidamante) e fu padre di Pelope, Brotea, Niobe e Dascilo.

## Mitologia

### I misfatti
Tantalo visse presso il monte Sipylos in Anatolia, dove fondò la città di Tantalis.
Tantalo, che grazie alle sue origini era ben voluto dagli dei, si rese responsabile di diverse offese nei loro confronti e violò le regole della xenia cercando di rapire Ganimede, rubando dell'ambrosia che in seguito distribuì ai suoi sudditi ed organizzando il furto di un cane d'oro creato da Efesto e posto a guardia di un tempio di Zeus a Creta (di tale furto l'artefice materiale fu Pandareo ma Tantalo giurò il falso ad Hermes, inviato dagli dei proprio per recuperare l'animale; secondo un'altra versione il cane era in realtà Rea trasformata in quel modo da Efesto).
Il re infine organizzò un banchetto a cui invitò gli dei stessi e, per mettere alla prova la loro onniscienza, uccise suo figlio Pelope e lo fece servire come pasto: Demetra, disperata per la perdita della figlia Persefone, non si accorse di nulla e consumò parte di una spalla del ragazzo, ma gli altri dei notarono immediatamente l'atrocità e gettarono i pezzi di Pelope in un calderone.

### Il supplizio

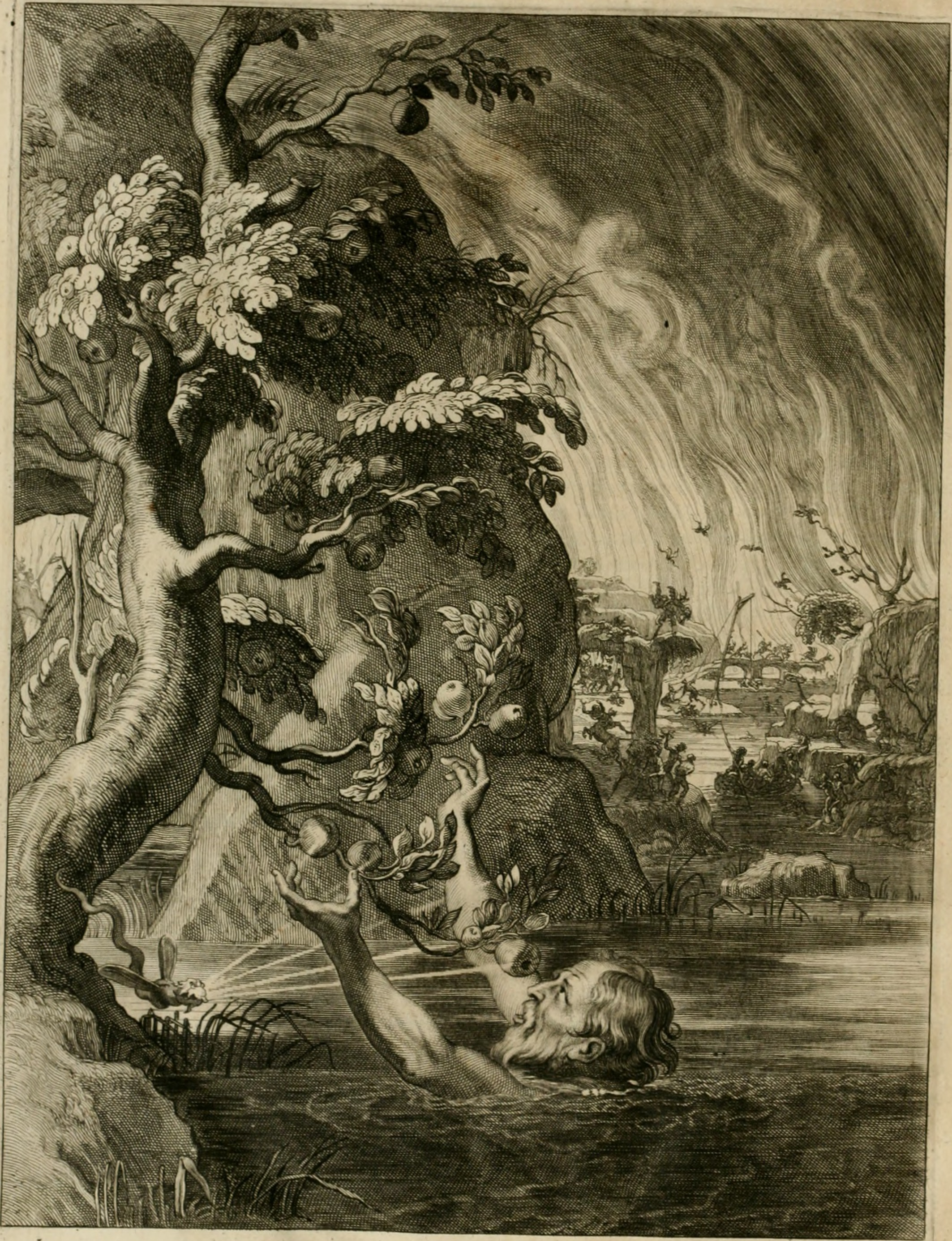
Il supplizio di Tantalo

Gli dei punirono Tantalo mandandolo nei campi della pena, una sezione degli inferi, e condannandolo ad avere per sempre una fame e una sete impossibili da placare schiacciato dal peso di un masso, legato ad un albero da frutto e immerso fino al collo in un lago d'acqua dolce: appena prova ad abbeverarsi il lago si prosciuga e non appena prova a prendere un frutto i rami si allontanano o un colpo di vento li fa volare lontano.
Il sepolcro di Tantalo sorgeva sul monte Sipylos ma gli onori gli furono pagati ad Argo, la cui tradizione locale sosteneva anche di possedere le sue ossa.

### Miti successivi
I mitografi successivi cercarono in tutti i modi di discolpare gli dei da un possibile atto di cannibalismo stravolgendo in tutto la storia di Tantalo: secondo tale versione, infatti, egli era un sacerdote che rivelò ogni segreto ai non iniziati, al che colpirono suo figlio con una malattia orrenda. I chirurghi di allora, con varie operazioni, riuscirono a ricostruire il corpo originale anche se di lì in poi esso portò innumerevoli cicatrici.

## Filosofia
Il mito di Tantalo venne successivamente ripreso dal filosofo Arthur Schopenhauer nella sua opera più nota, Il mondo come volontà e rappresentazione, come esempio della eterna insoddisfazione dell'uomo per cui "contro un desiderio che viene appagato ne rimangono almeno dieci insoddisfatti; la brama dura a lungo, le esigenze vanno all'infinito mentre l'appagamento è breve e misurato con spilorceria".

## Curiosità
- Il furto dell'ambrosia a vantaggio degli esseri umani lo accomuna a Prometeo[18], ma in questa veste il suo mito si trasforma da peccatore a benefattore.
- Tantalo, alla stregua di Licaone, era uno dei re originali a cui era concesso, con il favore degli dei, di condividerne la mensa: il suo gesto viene visto come un atto di separazione fra divinità e umanità, che verrà poi ripreso da molti altri miti come nel caso di Achille.
- È possibile che il furto dell'ambrosia fosse un modo per Tantalo nel cercare di ottenere l'immortalità.
- Il supplizio di Tantalo viene citato anche da Primo Levi in Se questo è un uomo nella frase: "Si sentono i dormienti respirare e russare, qualcuno geme e parla. Molti schioccano le labbra e dimenano le mascelle. Sognano di mangiare (...). È un sogno spietato, chi ha creato il mito di Tantalo doveva conoscerlo."
- Oriana Fallaci, in Se il sole muore, cita il mito di Tantalo dal momento che nella missione Apollo 11 l'astronauta Michael Collins sarà costretto ad avvicinarsi alla Luna senza avere la risposta a: "Com'è la Luna? Assomiglia alla Terra? È più bella? Più brutta? Che effetto fa camminarci?".
- La tortura di Tantalo viene ripresa anche da Thomas Mann in La montagna incantata. Un personaggio dell'opera, la signora Stohr, riferendosi al prolungarsi indefinito delle prescrizioni per le cure, afferma: «[omissis] Dio buono si è sempre allo stesso punto, lo sa anche lei. Si fanno due passi avanti e tre indietro... Quando uno ha fatto cinque mesi, arriva il vecchio e gliene rifila altri sei. Ah, è la tortura di Tantalo. Si spinge, si spinge e quando si crede d'essere in cima...». È evidente la confusione che la signora, avvezza alle gaffes, fa tra Tantalo e Sisifo. L'interlocutore, il sarcastico e dotto umanista Settembrini, risponde sul punto: «Oh, brava e generosa! Finalmente concede al povero Tantalo un diversivo. Per variare gli fa spingere il famoso pietrone! È un atto di vera bontà! [omissis]».
- Ne La valle dell'Eden John Steinbeck fa dire a Kate: "Chi era quello che non riusciva a bere da un setaccio? Tantalo?" (cap. 46).
- Tantalo appare come sostituto di Chirone nel secondo libro della Saga di Percy Jackson Il mare dei mostri.
- Il mito del supplizio di Tantalo viene citato anche da Luigi Pirandello ne Il fu Mattia Pascal (cap. XV) quando il protagonista si rende conto che la sua libertà implica la solitudine, a causa di un'incapacità di vivere in società essendone effettivamente uscito in seguito alla sua "morte". La solitudine è conseguenza della paura di ricadere preda degli affannosi vincoli della vita: "La paura di ricadere nei lacci della vita, mi avrebbe fatto tenere più lontano che mai dagli uomini, solo, solo, affatto solo, diffidente, ombroso; e il supplizio di Tantalo si sarebbe rinnovato per me." In questo caso le tentazioni negate non sono la fame e la sete, ma il desiderio di vivere in società.
- Il tantalio, elemento chimico di numero atomico 73, prende il nome da Tantalo, e si trova sotto il niobio, il cui nome deriva proprio da sua figlia Niobe.
- Il mito del supplizio di Tantalo viene citato anche ne Il conte di Montecristo, quando Dantès si priva volontariamente del cibo durante la sua prigionia.